# Н. Г. Ранга
 
Ачарья Нідубролу Гогінені Ранга Наюкулу (7 листопада 1900 року — 9 червня 1995 року),  відомий як Н. Г. Ранга — індійський борець за свободу, класичний ліберал, парламентар і лідер фермерів. Президент-засновник партії Сватантра та виразник селянської філософії.

## Біографія
Ранга народився 7 листопада 1900 року в селі Нідубролу в районі Гунтур штату Андхра-Прадеш. Навчався у школі в рідному селі, закінчив Андхра-Християнський коледж, Гунтур. У 1926 році він отримав вчену ступінь з економіки в Оксордському університеті  Викладав економіку в коледжі   Мадрасу (Ченнаї).
В Оксфорді на Ранга вплинули роботи Герберта Уеллса, Сідні Вебба, Бертрана Рассела та Джона Стюарта Мілля. Сталінське гноблення селян і примусова колективізація в 1930-х роках віддалили Рангу від марксизму.
Ранга зустрів Махатму Ганді в Мадрасі і  приєднався до руху громадянської непокори в 1929 році. Він став частиною основної політики після вступу до центральної асамблеї в 1930 році.  
Він створив школи в Андхра, щоб перетворити селян на політично свідомих громадян. Перша фермерська школа Андхра була відкрита в 1934 році в його рідному селі Нідубролу.

## Рух за свободу
У 1930 році Ранга приєднався до руху за свободу, натхненний гучним закликом Ганді. Очолював масову агітацію 1933 року. Він написав книгу «Бапу благословляє» про свої дискусії з Ганді. Під час боротьби за свободу Індії він очолив історичну агітацію в Андхра в 1933 році. Н.Г.Ранга переконав Ганді підтримати рух, незважаючи на спротив інших членів Конгресу. Селянський рух поступово посилювався і поширювався по Індії. 
Ранга постійно організовував хліборобів краю. Разом зі своєю дружиною Бхаратхі Деві він приєднався до Сатьяграхи (1940) і Руху за вихід з Індії (1942), і відіграв вирішальну роль у з’єднанні селян із національно-визвольним рухом. Він став членом Тимчасового парламенту Індії до перших виборів за новою конституцією в 1952 році.

## Внесок у літературу
Ранга написав кілька книг, одна з них — «Благословення Бапу», присвячена його дискусіям з Ганді. Наукові публікації Ранги здебільшого писалися про становище селян і робітників на селі. Відомий як Риту Ранга та Кулі Ранга, він боровся проти колоніальної та соціалістичної індійської держави, щоб забезпечити гідність фермерів. </link>

### Публікації
Ранга опублікував 65 книг англійською мовою, у тому числі:
- Кредо світових селян
- Агонія і розрада - 2 томи
- План Ганді
- Історія Кісанського руху
- Революційний селянин (1954)
- Фронт свободи колоніальних і кольорових народів (1957)
- Вид на СРСР і Югославію з висоти пташиного польоту (1956) - опубліковано парламентом
- Боротьба за свободу (автобіографія 1967)
- Бапу благословляє (містить дискусії та розмови з Махатмою Ганді) (1969)
- Шановні знайомі - 2 томи (1976)
- Квінтесенція руху неприєднання (1983)
- Індія в участі Ранга ООН (1983)
- Захист самодіяльних селян і племен (1984)

## Політична кар'єра
У 1951 році на президентських виборах Комітету Конгресу штату Андхра-Прадеш Ранга зазнав поразки від Нілама Санджіви Редді. Ранга об'єднав KLP з партією Конгресу. Був обраний до Конгресу на загальних виборах 1957 року від виборчого округу Теналі Лок Сабха. Розбіжності Ранги з Неру були помітні з самого початку. Він не підтримав обмеження розміру землі. Ранга також виступав проти всього соціалістичного апарату Комісії п'ятирічок і планування. Він відмовився приєднатися до кабінету Неру, коли йому запропонували місце міністра. Ранга мобілізував тисячі селян у Мачіліпатнамі, щоб виступити проти скасування прав власності державою.  Загроза правам власності спонукала розрізнену групу лідерів, які виступають проти Конгресу, об’єднатися й сформувати партію Сватантра. Ранга став першим президентом партії. Ранга був найбільш помітним під час дебатів щодо запропонованої 17-ї поправки в 1964 році. Турбота Ранги про добробут фермерів була визнана Неру, який сказав: «Поки Рангаджі перебуває в парламенті, індійські селяни можуть спати без жодних турбот». На питання про свою опозицію Неру Ранга уточнив: «Це було за свободу селян і на захист дхарми. Добре знаючи, що протистояння Пандиту Неру може бути для мене політично небезпечним, я виконав свій обов’язок, захищаючи свої переконання».

## Пізні роки
Дисидентські партії  утворили альянс з партією Сватантра під назвою Національний демократичний фронт і боролися проти Індійського національного конгресу на чолі з Індірою Ганді. Після масової поразки своєї партії Сватантра на виборах Ранга  приєднався до Індійського національного конгресу та підтримав Індіру Ганді, щоб просувати свою мету підняти селян.
Ранга працював членом Робочого комітету Конгресу (CWC 1975–1985) і заступником лідера Парламентської партії Конгресу (1980–1991).

## Глобальна політика
Він був одним із тих, хто підписав угоду про скликання конвенту для розробки світової конституції. У результаті зібралися Всесвітні установчі збори, щоб прийняти Конституцію Федерації Землі.

## Смерть
Ранга помер 9 червня 1995 року  Прем'єр-міністр П. В. Нарасімха Рао сказав, що після смерті Ранга країна втратила видатного парламентарія, який був поборником громадських справ і селян.

## Пам'ять
- Сільськогосподарський університет штату Андхра-Прадеш у Гайдарабаді (тепер у Телангані) був названий на його честь.
- Ранга був занесений до Книги рекордів Гіннеса як парламентар із 50-річним стажем роботи.
- Лауреат премії Неру за кампанію з поширення грамотності, премії Раджаджі Ратна та премії Кушака Ратна.
- Статую Ранги біля воріт № 4 будинку парламенту відкрив тодішній віце-президент Крішан Кант 27 липня 1998 року.
- Премія Ранги була заснована Індійською радою сільськогосподарських досліджень у 2001 році
- Падма Вібхушан у 1991 році за внесок у державну службу.[11]
- У 2001 році уряд Індії випустив пам'ятну поштову марку